# 上呂布貝格湖

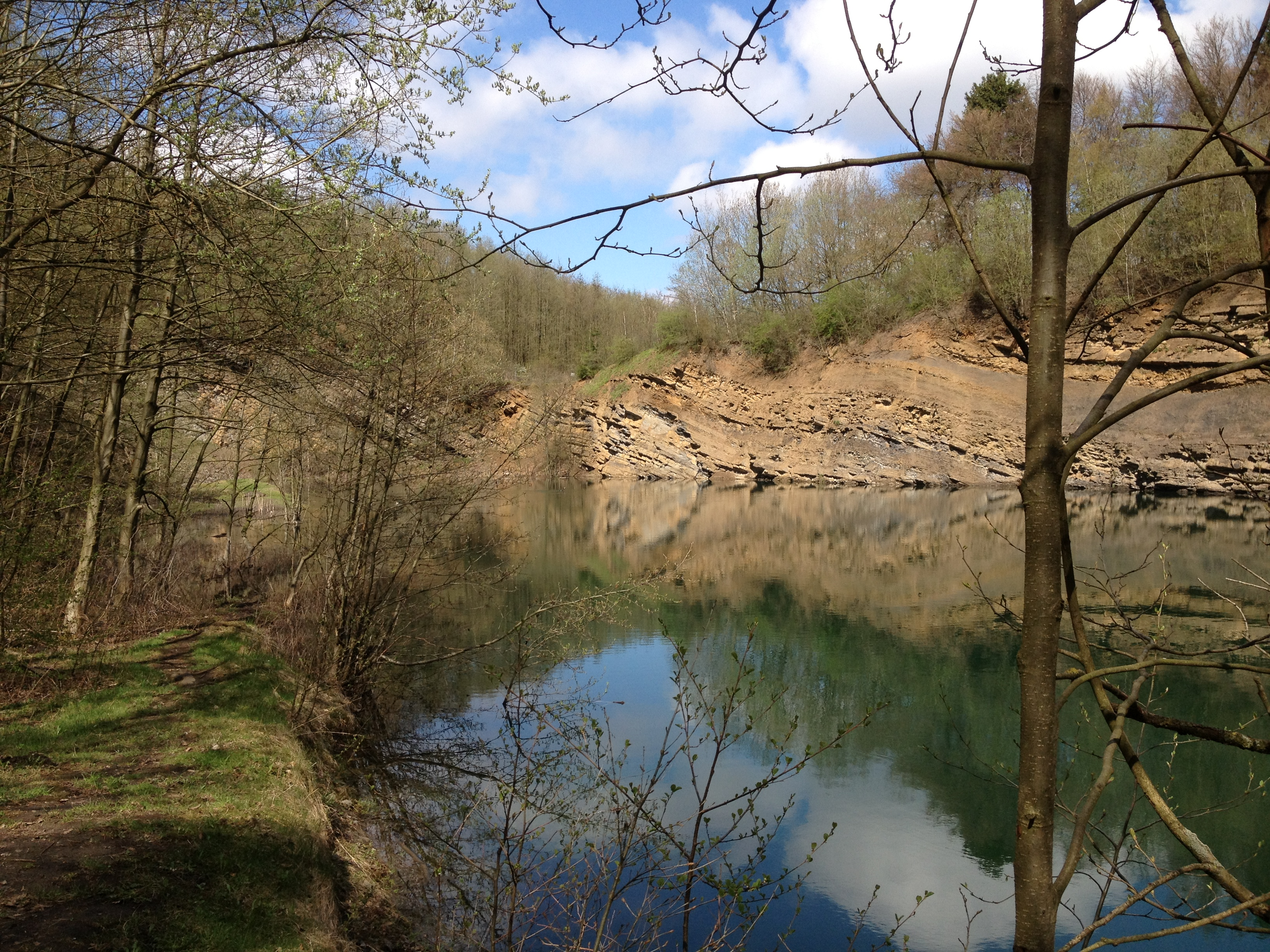

52°17′8″N 8°43′44″E / 52.28556°N 8.72889°E
上呂布貝格湖（德語：Oberlübber Bergsee），是德國的湖泊，位於該國西部，由北萊茵-威斯特法倫州負責管轄，處於明登-呂貝克縣，長0.2公里、寬0.05公里，面積0.008平方公里，海拔高度200米，最大水深32米，湖岸線長度0.4公里。